# نيكولاي بانكين
نيكولاي إيفانوفيتش بانكين (بالروسية: Николай Иванович Панкин)‏ (2 يناير عام 1949- 13 أكتوبر عام 2018) كان سباح صدر ومدرب سباحة روسي. شارك في الألعاب الأولمبية الصيفية للأعوام 1968، 1972 و1976 في سباق 100م، 200م صدر و4×100م تتابع متنوع.

## موته
توفي بانكين في 13 من أكتوبر عام 2018 تحديدا في مدينة موروم الروسية عن عمر يناهز 69 عامًا.